# Georges Saupique
Georges-Laurent Saupique (París, 17 de mayo de 1889 - ibid. 8 de mayo de 1961) fue un escultor francés.

## Biografía
Tras estudiar en el Stanilas College de París y en el lycée Henri-IV, estudió en la Escuela Superior de Bellas Artes de París contando entre sus maestros a Hippolyte Lefèbvre, Jules Coutan y Aristide Rousaud. Durante la Primera Guerra Mundial (1914-1918), ejerció como teniente de infantería. Se casó con Jacqueline Bouchot, profesora de la Escuela del Louvre. Fue amigo del escultor Raymond Delamarre y comenzó a exponer su obra en el Salon des artistes français en 1922. En 1923 también expuso en el Salon d'automne y en 1925 participó en la Exposition internationale des Arts décoratifs y presentó allí su bajorrelieve "L'Auroch" en el pabellón de la exposición denominado "La Douce France" que fue galardonado con el premio internacional de arquitectura. En 1935 parte de este pabellón se erigió en Étampes- Ver entrada más abajo. A partir de 1926 expone su obra en el Salón des Tuileries y en 1927 el financiero Octave Homberg encargó a Saupique la decoración del vestíbulo de su oficina en la rue Pasquier de París. Saupique tardó dos años en completar cuatro grandes alegorías: L'Afrique noire, L'Indochine, L'Afrique du Nord, et Les Antilles, cada una de 21 m de altura. Estas se realizan para una colección privada.
Saupique también creó varios relieves para las fachadas de los edificios de la rue Pasquier y siete de ellos todavía están en su lugar. En 1931 esculpió la "Fontaine des leones" para el edificio AOF y decoró uno de los pabellones de exposiciones (el SFFC). Claramente, Saupique amaba y conocía a los animales. 1935 lo vio comisionado para trabajar en cuatro bajorrelieves para el transatlántico "Normandie" y luego, en 1936, se inició la construcción de la Église du Sacré-Cœur en Gentilly para uso de la Cité universitaire y Saupique recibió el encargo de ejecutar varias esculturas de piedra tanto dentro como fuera de la iglesia, incluidas algunas magníficas bajorrelieves alrededor de la puerta de entrada principal y cuatro ángeles de bronce para el campanario. Trabajar en la decoración del palacio de Chaillot para la Exposición de París de 1937 brindó oportunidades de trabajo a 57 escultores y Saupique trabajó en un gran relieve en el lateral del edificio que da a la rue Franklin. Esto se llamó "L'Asie".
Después de la Segunda Guerra Mundial, trabajó a menudo con Louis Leygue, incluida la restauración masiva que Henri Deneux necesitaba en la catedral de Reims. Fue el escultor de una de las obras de bronce que componen el Mémorial de la France combattante en el monte Valérien. En 1946 trabajó en su obra más popular, el busto de Marianne. El museo del Louvre en París, el museo de los Años Treinta en Boulogne-Billancourt y el museo de Rodin en Meudon albergan varias de sus obras.
Saupique creó un enorme cuerpo de trabajo en su vida y este es un resumen de la mayoría de estas esculturas. Estuvo involucrado en monumentos de guerra que cubrían ambas guerras mundiales.

## Obras principales
- Estatua de Héctor Berlioz: En 1886 se había erigido una estatua de bronce de Berlioz en la plaza Héctor-Berlioz de París, en el noveno distrito, pero los alemanes la requisaron en 1941 y el bronce se fundió para su reutilización. En 1948, Saupique había esculpido en piedra un reemplazo.
- Busto de Jacques Jaujard: Jacques Jaujard fue director de los Museos de Francia y el busto de bronce de Saupique se conserva en el Museo del Louvre, en la sección de esculturas.[1]
- "Normandie": Saupique creó varias obras decorativas para los pasillos del transatlántico "Normandie" que se desmanteló en 1942. Un bajorrelieve representaba el viaje de Eric el Rojo a Groenlandia, otro los "Normandos en Sicilia" y Odin Freya entrando en el Sena en una flota de drakkars.[2]
- Le Monument néoceltique d'Étampes: La "Pérgola de la Douce France" se encuentra en los jardines de la Tour Guinette en Étampes y formaba parte de una composición más amplia creada en 1925 para la Exposition des Arts décoratifs et industriels. Fue adquirido por Étampes en 1934. La obra consta de cuatro grandes bloques de piedra sobre los que diversos escultores han realizado dieciséis bajorrelieves. Saupique ejecutó los relieves "Le Saint Graal" y   "L'Aurochs". Los relieves restantes incluir "Les serpents des druides" ejecutado por miembros del taller de Pierre Seguin, dos obras de Louis Nicot llamadas "Le Cerf" y "Taliésin et Ganiéda ", Pablo Manès "Lancelot et Guenièvre", "Le Cheval sauvage" de Georges Hilbert, "Le Dragon" de Ossip Zadkine, dos obras de Raoul Lamourdedieu "Merlin et Viviane" y "Joseph d'Arimathie", las tres obras de Joachim Costa llamadas "Tristan et Iseult", "La fée Koridwen" y "Le nain Gwyon", "L'île d'Avalon" y "Le roi Arthur" de Jan y Joël Martel y "Le Sanglier" de François Pompon.[3][4]
- Monumento a François Rabelais: Esta escultura de Saupique de 1946 se encuentra frente al ayuntamiento de Meudon. François Rabelais fue párroco de Meudon desde 1551 hasta 1553.[5]
- Villeneuve-sur-Lot Hôtel de ville: Aquí se puede ver un buen ejemplo del busto de "Marianne" de Saupique.[6]
- "La bienvenue" : La estatua de Saupique de una mujer sosteniendo flores se puede ver en Barentin.[7][8]
- Monumento a Henri Bouchot en Besançon: Esta estatua data de 1907 y se encuentra en la plaza Henri-Bouchot. Originalmente era de bronce, pero fue fundida por el régimen de Vichy. Un reemplazo en piedra fue ejecutado por Saupique.[9][10]
- Busto de Sargento Jules Bobillot: El sargento Bobillot había resultado gravemente herido en el sitio de Tuyên Quang (Tonkin) en 1882 y finalmente murió en Hanói en 1885. Sus restos fueron devueltos a París en 1996.

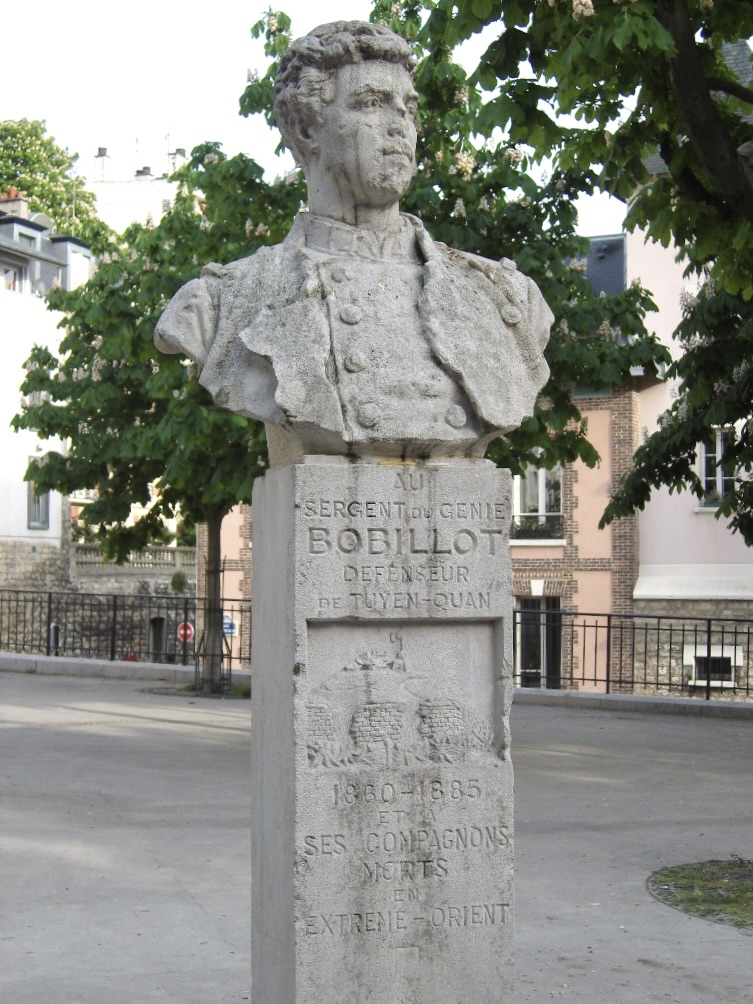
Sargento Jules Bobillot

En 1888 Auguste Paris había creado un busto de Bobillot que fue colocado en la parisina plaza de Paul Verlaine. Fue destruido por los alemanes en 1942, durante la ocupación, y Saupique ejecutó un nuevo busto en 1959.
- Escultura en Ruan de Pont Boieldieu: los  Pont Boieldieu fue reconstruido en 1955, conectando el  rue Grand-Pont en la orilla derecha del río con el rue St Sever en la orilla izquierda y dos enormes esculturas se colocan a cada lado del puente. Georges Saupique y Jean-Marie Baumel fueron los escultores involucrados y trabajó en las composiciones entre 1956 y 1957. Las esculturas recuerdan la historia marítima de Ruan. Baumel's dos esculturas están en el lado derecho del puente y Saupique fue el responsable de los dos de la izquierda. Las esculturas de Baumel representan al navegante y explorador de Ruan Cavelier de La Salle encabezando una expedición hacia América y los normandos navegando hacia Inglaterra en un drakkar. En el lado izquierdo del puente están las dos esculturas de Saupique, una alegoría del río titulada "Les afluents de la Seine" y la otra una alegoría del mar titulada "Océan, père de l'aventure". Recientemente se han añadido al puente diez bustos que representan a los grandes navegantes del pasado; Jean de Béthencourt, Jacques Cartier, Cavelier de la Salle, Cristóbal Colón, James Cook, Vasco de Gama, Fernando de Magallanes, Jean-François de Galaup, conde de Lapérouse, Marco Polo y Américo Vespucio, todas obras del escultor Jean-Marc de Pas. El puente es el único puente de Ruan que está remachado en lugar de soldado y está ubicado entre el Pont Pierre-Corneille y el Pont Jeanne d'Arc. Fue naned después del compositor nacido en Ruan François Adrien Boieldieu.[12]
- El ayuntamiento de Vincennes: En 1933, Saupique recibió el encargo de trabajar en uno de los tres "dessus-de-porte" que se colocarían sobre las puertas de la nueva "salle des fêtes". Su composición incluía figuras alegóricas que representaban el comercio y la industria que apoyaban el escudo de armas de los Vincennes.[13][14]
- El bajorrelieve "Asia" en el Palacio de Chaillot: Parte del Palais de Chaillot reconstruido para la exposición de París de 1937 incluía bajorrelieves en las paredes en blanco y uno de ellos es de Saupique. Se puede ver en la pared sobre la rue Franklin.[15][16]
- Busto de Marianne: Para marcar el inicio de la Cuarta República Francesa, se llevó a cabo un concurso para esculpir un busto de Marianne y Saupique fue la ganadora. Hay copias del busto en toda Francia, incluido el ayuntamiento de Poitiers.[17][18]
- Relieves de animales en el 34 de la rue Pasquier en París: Este edificio fue construido en 1929 en estilo Art Déco por los arquitectos Alex y  Pierre Fournier como oficina de la Société française et coloniale y Saupique recibió el encargo de decorar el  fachada con relieves de animales exóticos como un camello, un elefante, un cocodrilo, un tigre y varias aves. Otro pez representado en un barco de pescadores. Los relieves fueron ejecutados en mármol de colores y esmalte veneciano.[19]

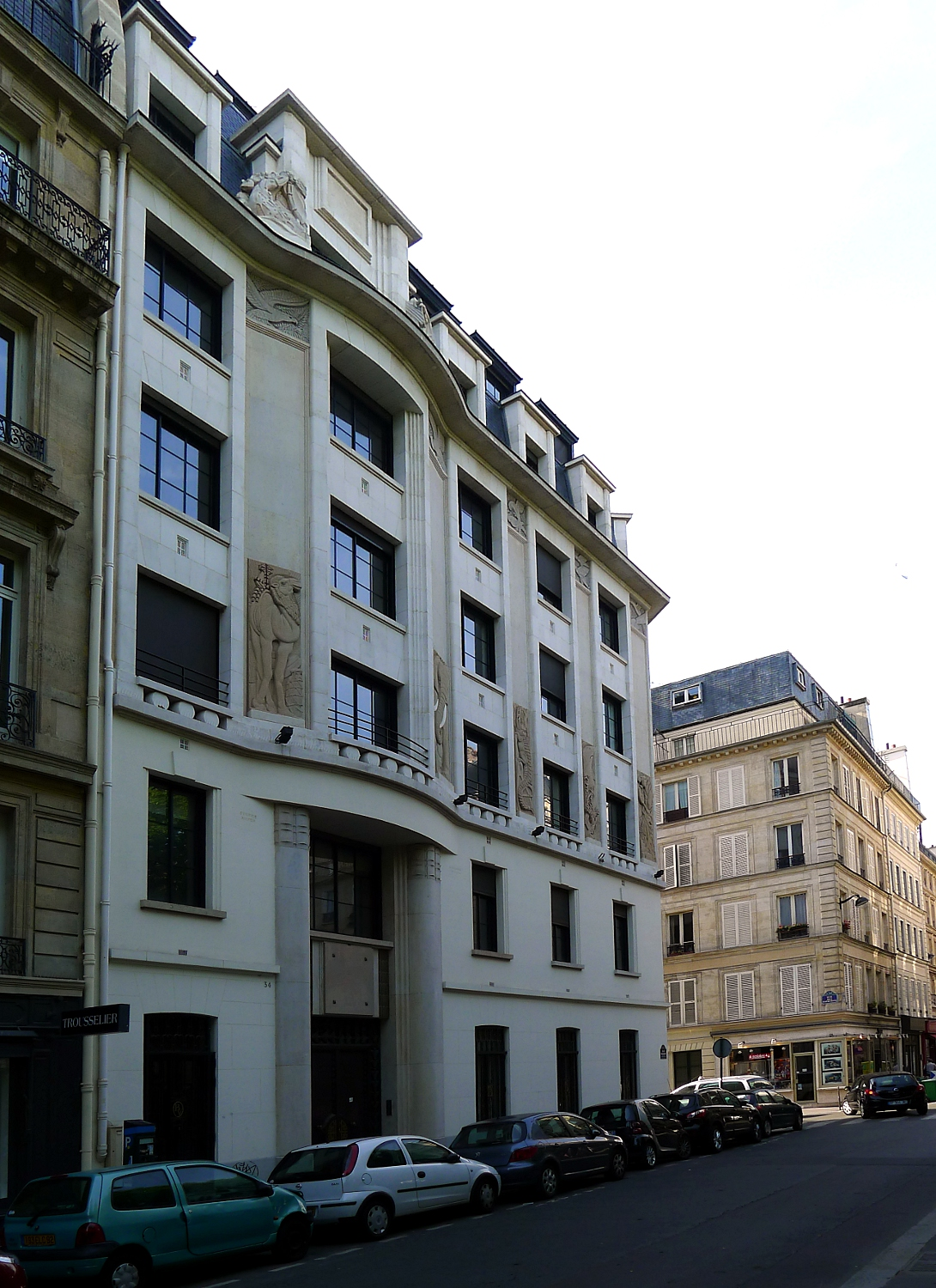
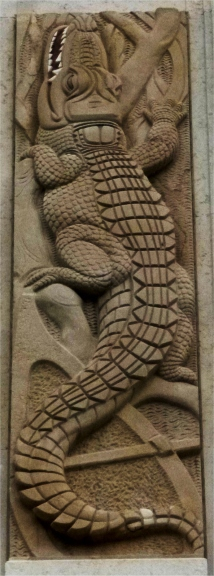
Cocodrilo
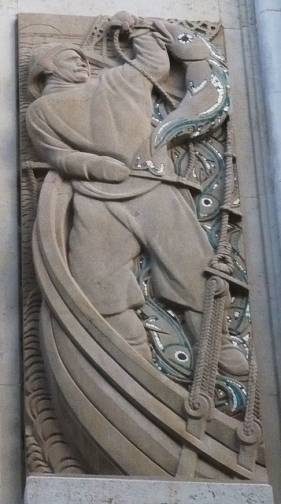
Pescador en bote
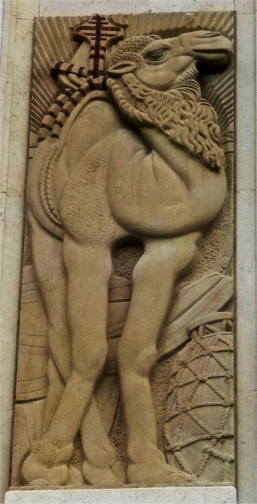
Dromedario
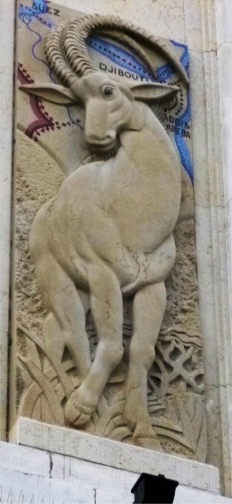
Antílope
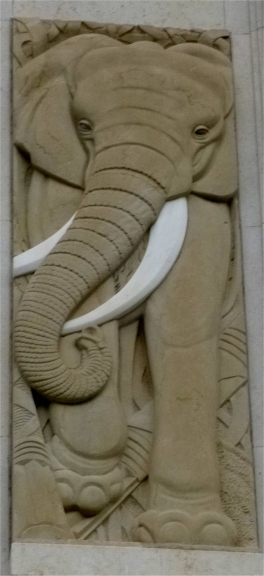
Elefante

- Mascarón para la fábrica Damparis de Ets Jacob-Delafon: Saupique creó varios mascarones para el exterior de la fábrica.[20]
- Estación de tren de Le Havre (gare du Port Autonome): En 1952, Saupique llevó a cabo una decoración escultórica para esta estación, pero se eliminó cuando se realizaron más cambios en 1963.[21]

## Obras en iglesias y catedrales
- Capilla de St Guenole: El calvario de granito de Saupique se puede ver en esta iglesia de Beg Meil. La obra data de 1941.[22]
- Catedral de Saint-Brieuc: Saupique ejecutó un "Chemin de Croix" y una representación de la Asunción en 1958 para esta catedral. Ambos eran de granito.[23]
- Église Saint-Germain d ' Aix-Noulette: Saupique ejecutó estatuas de Santa Bárbara y San Nicolás para esta iglesia en 1937/1938.[24]

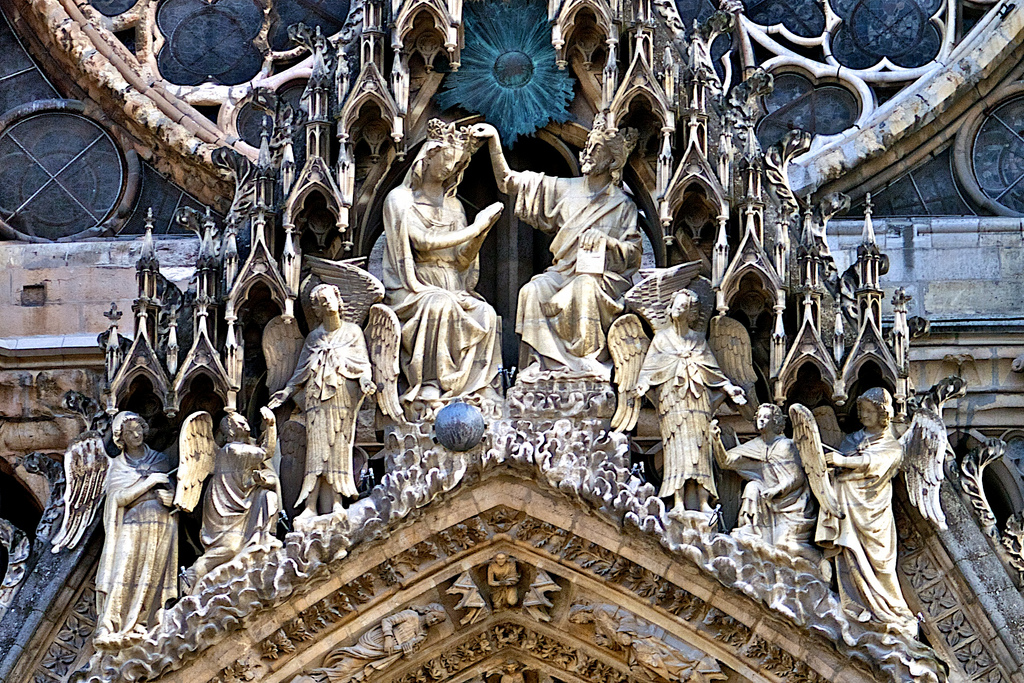
Copia de Saupique de "La Coronación de la Virgen"

- Trabajos de restauración de la catedral de Reims: La catedral de Reims sufrió graves daños por el fuego de artillería alemana en la guerra de 1914-1918. incluida la famosa escultura sobre la entrada "Le Couronnement de la Vierge". Muchas de las esculturas dañadas de la catedral se pueden ver en el Palais du Tau. En 1955 Saupique hizo una copia de "Le Couronnement de la Vierge" que se puede ver sobre la entrada de la catedral y con Louis Leygue copió muchas de las otras esculturas de la fachada de la catedral.[25] También ejecutó una estatua de Santo Tomás para la torre norte.
- Catedral de Arras: Saupique trabajó en el altar mayor de la catedral y la tumba de Mons. Julien, Évêque d'Arras.[26]
- "Jeanne au bûcher" en la catedral de Ruan: Saupique completó esta estatua en 1956. Representa a Juana de Arco en la hoguera.[27][28]
- Église de l'assomption de la Tres Sainte Vierge en Milon-la-Chapelle: Bajorrelieve de Saupique titulado "la résurrection des poilus" en esta iglesia sirve como monumento de guerra de Milon-la-Chapelle.[29]
- Tímpano en la Église du Sacré-Coeur en Gentilly: Entre 1933 y 1936, esta iglesia católica se construyó principalmente para servir a los estudiantes de la cercana ciudad universitaria. El arquitecto fue Pierre Pacquet. Saupique realizó la escultura decoración involucrada, principalmente un tímpano y otras desviaciones alrededor de la puerta de entrada principal. La iglesia ya no sirve a la universidad, pero desde 1979 ha servido a la comunidad portuguesa de París. La composición de Saupique para el tímpano es un Cristo en Majestad rodeado por los cuatro "Doctores de la iglesia", San Ambrosio, San Agustín, San Jerónimo y el San Gregorio Magno.[30][31] Alrededor de la entrada de la iglesia, Saupique también ejecutó 12 bajorrelieves en 12 paneles que representan a:

1. Carlomagno y Alcuino.
2. San Bernardo.
3. San Alberto Magno y Santo Tomás de Aquino.
4. San Buenaventura.
5. San Ignacio de Loyola y San Francisco Javier.
6. Frédéric Ozanam.
7. San Luis y Roberto de Sorbón.
8. Suger.
9. Hugo de San Víctor.
10. Jean Gerson.
11. San Francisco de Sales y Jean-Jacques Olier.
12. Enrique Lacordaire.

y alrededor de estos paneles hay relieves más grandes que representan 8 escenas de la vida de Jesús, cuatro a cada lado: la Anunciación, la Visitación, la Natividad, la Presentación en el Templo, la Última Cena, el Huerto de los Olivos, Jesús ante Poncio Pilato y la Crucifixión. Otros bajorrelieves celebran a los benefactores de las iglesias con representaciones de Marguerite Lebaudy con San Jorge y Santa Margarita, Pierre Lebaudy con San Pedro y San Miguel y un ángel y varios instrumentos musicales. Finalmente, Saupique talló 4 enormes ángeles alados que se encuentran en cada esquina del campanario. Para la misma iglesia, Saupique ejecutó un Sacré-Coeur.

## Memoriales de guerra
- Memorial de guerra de Signy-l'Abbaye: Saupique fue el escultor de este monumento.[34][35]
- Memorial de guerra del Lycée Henri IV: Esta escuela está ubicada en la rue Clovis en el distrito 5 de París. El monumento de piedra caliza dedicado a los exalumnos de la escuela que murieron en la guerra de 1914-1918 se erigió en 1921.[36][37]
- Memorial de guerra de Montmirail: Los arquitectos de este monumento de 1922 a los muertos de 1914-1918 fueron Fernand Gallot y Eugène Salle. La escultura de Saupique se mostró por primera vez en el Salon de la Société des Artistes Français de 1922. En la parte trasera del monumento hay un bajorrelieve que representa a una mujer afligida.[38][39][40]
- Mémorial de la France Combattante: Este monumento se encuentra en Suresnes. Fue en el Monte Valérien que los alemanes fusilaron a más de mil combatientes de la resistencia y rehenes entre 1940 y 1944 y como parte de este memorial se encuentran 16 relieves alegóricos en bronce de varios escultores estos referidos a diversos actos de heroísmo durante la Segunda Guerra Mundial. El bronce de Saupique se refiere al submarino Casabiance que escapó del puerto de Tolón ocupado por los alemanes el 27 de noviembre de 1942 y se convirtió en un símbolo de las Fuerzas Navales Francesas Libres (FNFL). Representa a un hombre que lucha contra un pulpo.[41]
- Memorial de guerra de Meymac: El comité de adjudicación establecido para organizar el memorial de guerra de Meymac recibió tres maquetas de Saupique y eligió la obra titulada "Le semeur de lauriers" en la que un soldado coloca una ramita de laurel sobre la tumba de un compañero muerto.[42]
- Memorial de guerra de Langres: También conocido como el "monumento del recuerdo", el monumento se encuentra en la place de Verdun de Langres. ejecutado en el  De estilo art-déco, el monumento consta de una base en la que se inscriben los nombres de los hombres de Langres que murieron luchando por Francia en las dos guerras mundiales. Sobre esta base, la escultura de Saupique representa 4 morteros de gran calibre entre los que se encuentran bajorrelieves que representan escenas de 1914-1918. En cada extremo hay estatuas alegóricas  Una representa la historia y se aferra al pecho un libro que contiene descripciones de los eventos que cubre el memorial, mientras que la otra representa el río Marne recordando la batalla de septiembre de 1914 librada en el área del río. En la parte superior del monumento, una figura que representa a la propia Francia sostiene a un soldado muerto envuelto en un sudario. El monumento es de piedra Euville, fue inaugurado en 1922, y fue obra conjunta de Saupique y  Aristide Rousaud.[43]

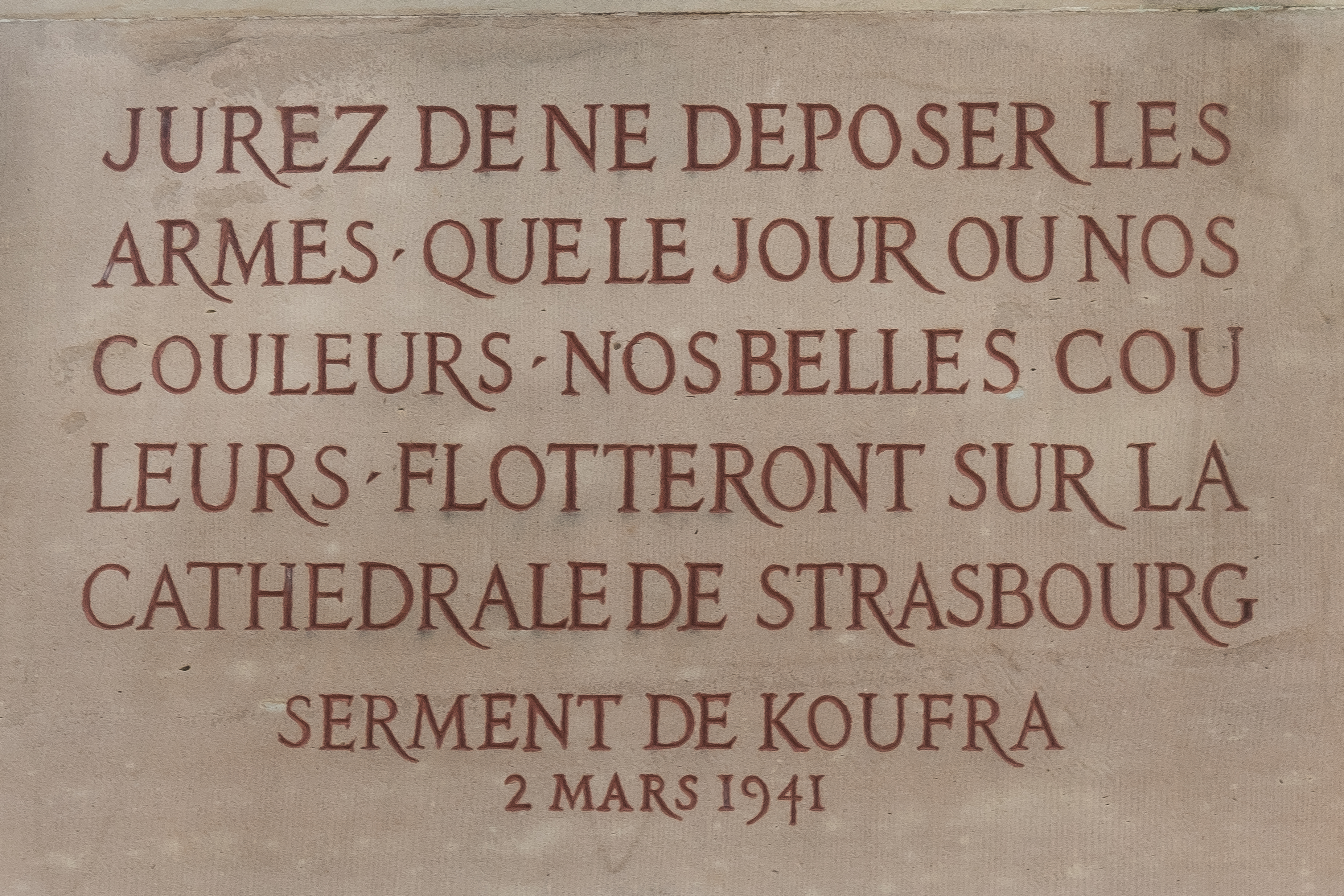
Declaración de Leclerc en Koufra

- El monumento a Leclerc en Estrasburgo: El trabajo de Saupique en este monumento se fecha en 1951. Conmemora a la liberación de la 2ª Division Blindada el 23 de noviembre de 1944, una liberación que Leclerc había prometido en 1941. El monumento también muestra las palabras de Leclerc en Koufra el 1 de marzo de 1941

"Jurez de ne déposer les armes que lorsque nos couleurs, nos belles couleurs flotteront sur la cathédrale de Strasbourg"

 y también inscribe 

"Inscripciones
en el plinto: G. Saupique scp. J.P. Paquet arc. y bajo la estatua AU / GENERAL / LECLERC / LIBERATEUR / DE / STRASBOURG / XXIII / NOVEMBRE / MCMXLIV / MORT / EN SERVICE / COMMANDE / LE 28 NOV. 1947 / MARECHAL / DE FRANCE / LE 23 AOUT 1952 ; atrás : LE TCHAD / 1940 / KOUFRA / 1941 / LE FEZZAN / 1942 / TRIPOLITAINE / TUNISIE / 1943 / PARIS / ET / STRASBOURG / 1944 / JUREZ DE DEPOSER LES / ARMES QUE LE JOUR OU NOS / COULEURS NOS BELLES COU / LEURS FLOTTERONT SUR LA / CATHEDRALE DE STRASBOURG / SERMENT DE KOUFRA / 2 MARS 1941"

- El "Calvaire des Marins" en Boulogne-sur-Mer: Como homenaje a todos los marineros de Boulogne-sur-Mer muertos en la guerra, en 1947 se erigió un Calvario llamado "Calvaire des Marins". Saupique esculpió la figura del Cristo involucrado, esta fundida en bronce.[44]

## Dibujos de diseño
El departamento de artes gráficas del Museo del Louvre alberga varios de los dibujos de Saupique, entre ellos "Femme voilée, dont les mains tiennent le sexe d'un homme", "Femme nue, assise, de face", "Etude pour un Christ en Croix" y " Homme caressant une femme ".